# Historia del Estado de Israel

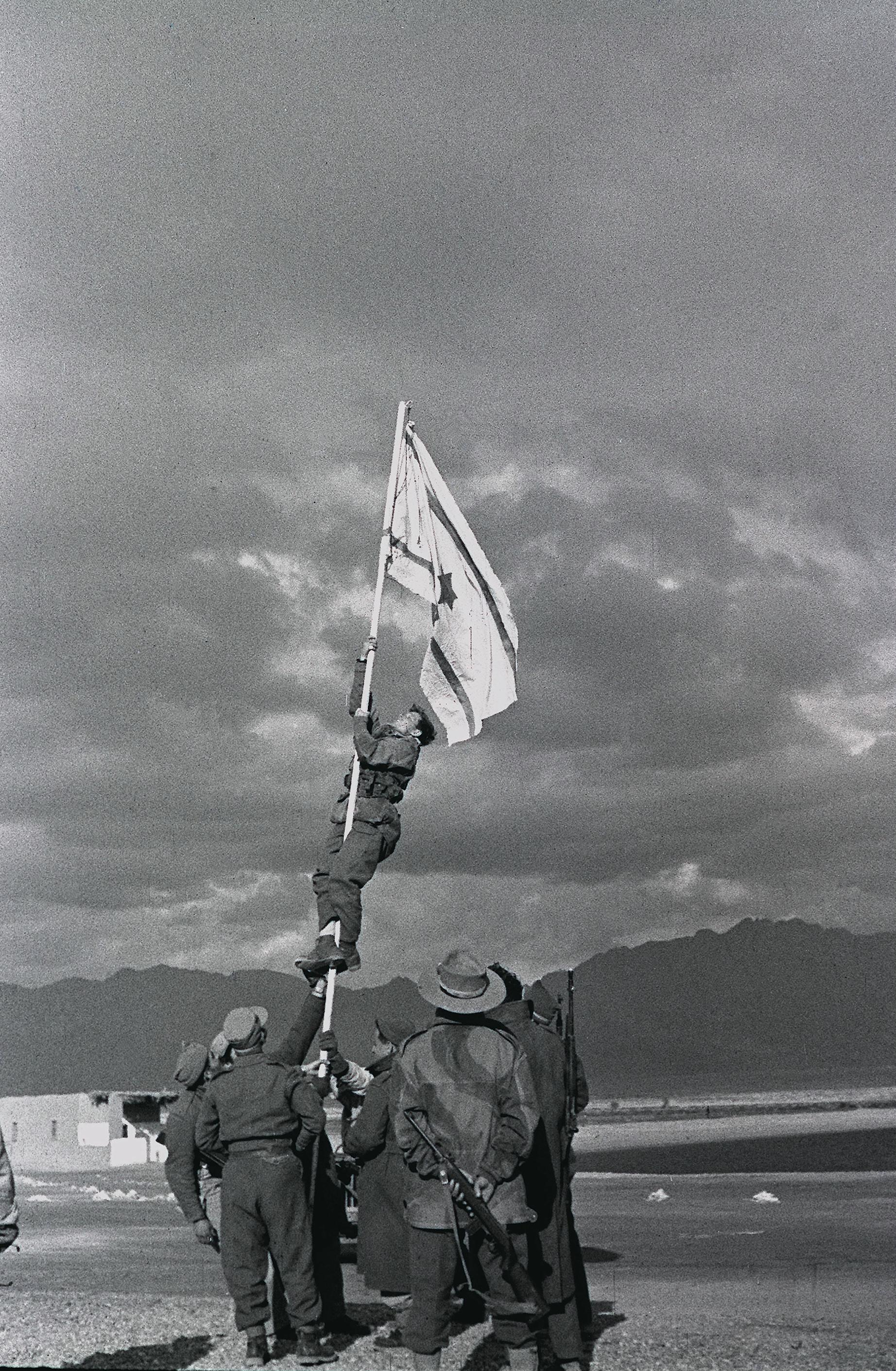
Alzando la bandera de tinta en Umm Rashrash, escena de la guerra árabe-israelí de 1948 que simboliza la independencia del Estado de Israel.

La historia de Israel como Estado se inicia con su proclamación de la independencia en 1948. Este hecho histórico se logró después de más de sesenta años de esfuerzos políticos y diplomáticos por parte del sionismo para establecer una nación soberana en la que consideraban que era su patria, la antigua Tierra de Israel, también conocida como Palestina desde los tiempos del Imperio romano. 

## Antecedentes históricos
Las primeras manifestaciones del deseo de regresar a su patria se expresaron durante el cautiverio del pueblo judío en Babilonia en el año 597 a. C. y después en el año 70 tras la destrucción de Jerusalén por los romanos y el exilio de los judíos a diferentes lugares del mundo en lo que es conocido como la diáspora.
El regreso a la Tierra Prometida tomó carácter religioso cuando los judíos consideraron que éste coincidiría con la llegada del Mesías.
En efecto, los judíos ortodoxos del siglo XIX y principios del siglo XX, consideraban la idea del regreso a Israel antes de la llegada del Mesías como algo sacrílego. Otros inclusive consideraban que el judaísmo era un concepto religioso, no algo étnico o secular.
A mediados del siglo XIX, Israel formaba parte del Imperio otomano y estaba poblado principalmente por árabes musulmanes (algunos de ellos, beduinos), árabes cristianos, así como judíos y otros grupos minoritarios. En 1844, los judíos constituían el grupo de población más grande (y en 1890 una absoluta mayoría)[cita requerida] en varias ciudades, siendo Jerusalén la más notable. Este incremento de la población judía se debió a la inmigración producida por numerosos pogromos acaecidos en diferentes puntos de Europa del Este y el norte de África. Adicionalmente a las comunidades judías religiosas tradicionales, en la segunda mitad del siglo XIX se comenzó a observar un nuevo tipo de inmigrante judío, el cual era secular y socialista y que intentaba reclamar la tierra trabajándola. De esta forma surgieron comunidades tales como Mikveh Israel en 1870, Petaj Tikva en 1878, Rishon LeZion en 1882 y otras comunidades agrícolas. Al finalizar el siglo, León Pinsker y Theodor Herzl tomaron la iniciativa de buscar el apoyo internacional para lograr una patria judía en Palestina, si bien ninguno de los dos consideraba a Palestina como la única región para el estado judío. En 1897 se llevó a cabo el Primer Congreso sionista en donde se proclamó la decisión de establecer una patria para el pueblo judío en Eretz Israel.
La Declaración de Balfour, de 1917, afirmaba que el gobierno británico veía favorablemente el establecimiento de la patria judía en Palestina, entendiendo que esto no perjudicaría los derechos civiles y religiosos de las comunidades no judías en Palestina. Esta declaración contó con el respaldo de varios países, incluyendo los Estados Unidos, y se convirtió en un documento importante después de la Primera Guerra Mundial cuando la Sociedad de Naciones le asignó al Reino Unido el mandato sobre Palestina.
La inmigración judía creció moderadamente durante los años 1920, aumentando sustancialmente en la década de los 30, debido a la difícil situación política y económica en Europa en general y a la persecución de los nazis en Alemania en particular. Concretamente en 1922, los mandatarios habían autorizado la creación de la Agencia Nacional Judía, que desde ese momento pasó a ser el embrión de un verdadero Estado, en tales condiciones, el flujo inmigratorio fue en ascenso hasta 1939 cuando el Reino Unido impuso una restricción casi total a dichas inmigraciones. Todo ello se vio trastocado una vez terminada la Segunda Guerra Mundial en 1945, al amparo de las organizaciones pro-Estado de Israel se produjo una migración masiva organizada; además, aparecieron varios grupos armados (como el Leji y el Irgún), formados con el objetivo de acabar recurriendo a actos terroristas con las dubitaciones del mandato de los británicos. De esta forma, ante la imposibilidad de resolver un problema cada vez más enrevesado, el Reino Unido recurrió a las Naciones Unidas, que, en la reunión de 29 de noviembre de 1947, decidieron la partición de Palestina en dos Estados, uno árabe y otro judío quedando Jerusalén bajo la administración de las Naciones Unidas. La mayoría de los judíos en Palestina aceptaron esta decisión[cita requerida], pero no así los árabes quienes la rechazaron por completo. Paralelamente a estos acontecimientos, los británicos anunciaron su intención de retirarse de Palestina. 
La violencia entre las comunidades judías y árabes estalló inmediatamente en forma de guerra civil. Al anunciarse el final del mandato británico en Palestina, los judíos planearon declarar un Estado independiente, lo cual los árabes estaban determinados a impedir. El 14 de mayo de 1948, el último de los soldados británicos abandonó Palestina y los judíos, liderados por David Ben-Gurión, declararon en Tel Aviv la creación del Estado de Israel, de acuerdo al plan previsto por las Naciones Unidas.

## La guerra de Independencia de 1948

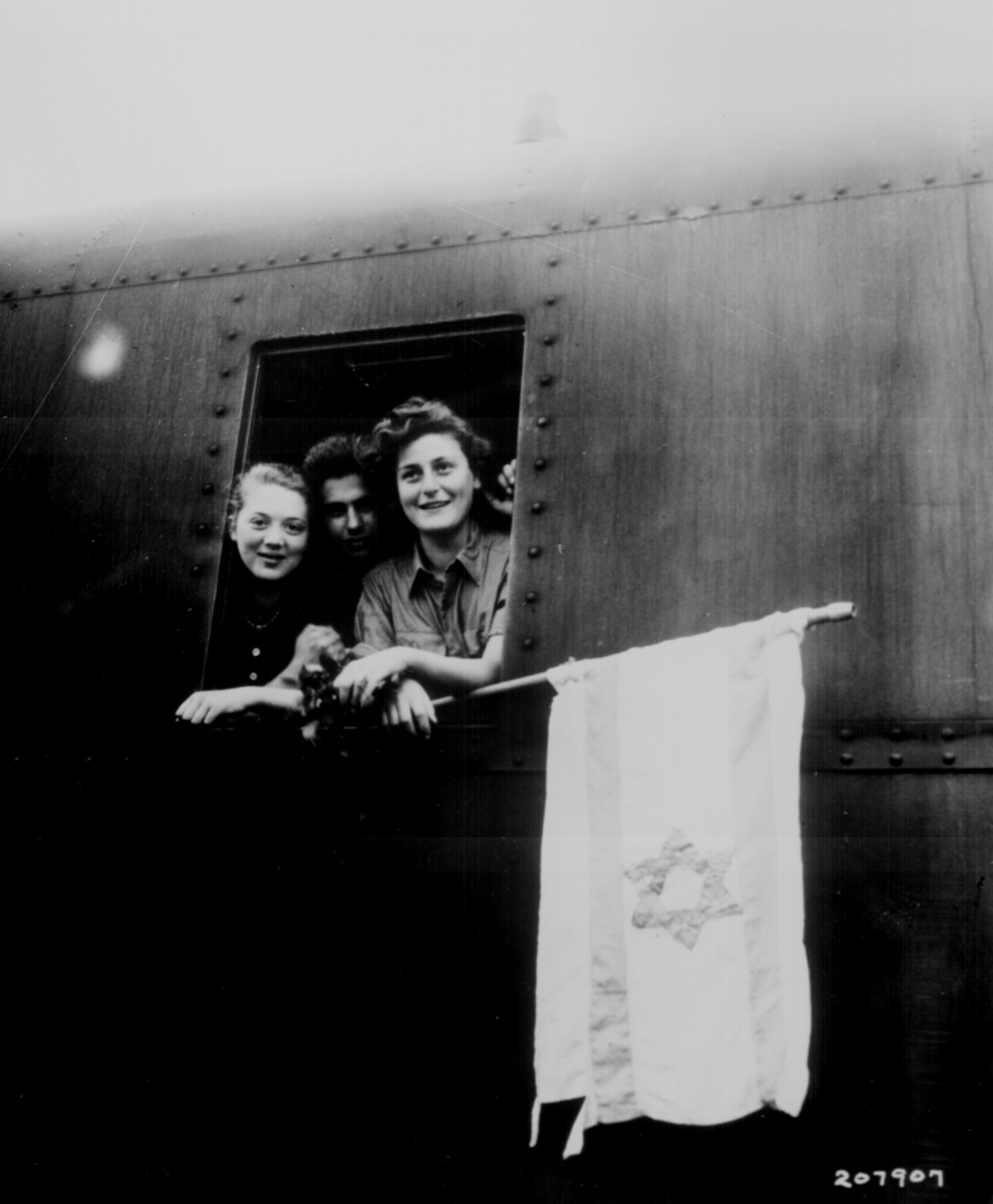
Niños judíos rescatados de los campos de concentración alemanes en 1945 siendo llevados al estado para los judíos en el Mandato Británico de Palestina (actualmente conocido como Estado de Israel).

Inmediatamente a la declaración del Estado de Israel, Egipto, Siria, Transjordania, Irak y el Líbano invadieron al nuevo país. En una cruenta y desesperada guerra caracterizada por el uso de armamento improvisado y tácticas hábiles, los judíos pudieron repeler el ataque árabe e inclusive avanzaron ocupando nuevos territorios. Un alto al fuego fue firmado por ambos bandos, estableciéndose que los territorios ocupados permanecerían en poder de Israel. Como resultado de esta guerra, Israel ocupó el territorio que le había asignado las Naciones Unidas, más una buena parte del territorio asignado a los árabes y la parte occidental de Jerusalén (Israel aumentó su territorio en casi un 50%). Quedaron en manos de los árabes la zona occidental del Jordán (conocida como Cisjordania después de la anexión jordana), ocupada por Transjordania y la Franja de Gaza, ocupada por Egipto.
En 1949 bajo los auspicios de las Naciones Unidas se firmaron cuatro armisticios en Rodas (Grecia) entre Israel y Egipto, Jordania, Siria y Líbano, pero éstos en la práctica nunca llegaron a solucionar el problema de Palestina y la violencia en esta región continúa hasta nuestros días.
La guerra trajo la creación de una masa de 710.000 refugiados árabes y unos 800.000 refugiados judíos. Estos últimos se refieren a aquellos judíos que fueron obligados a abandonar los países árabes donde residían. 
El 5 de julio de 1950, Israel promulgó la Ley del Retorno, una ley que otorgaba a los judíos residentes en cualquier parte del mundo el derecho de emigrar a Israel, si bien la inmigración masiva había ya comenzado anteriormente. De hecho más de 250.000 judíos supervivientes del Holocausto emigraron a Israel. La Operación Alfombra Mágica condujo a miles de emigrantes yemenitas a Israel.

## La guerra de Suez
La llegada de Gamal Abdal Nasser al poder en Egipto en 1952, significó un acercamiento de su país con los Estados Unidos, además, el Reino Unido aceptó inicialmente retirarse del Canal de Suez. Estos hechos, preocuparon a algunos líderes militares israelíes, por lo que se elaboró la Operación Susannah, una campaña de atentados terroristas menores contra blancos británicos y estadounidenses cuyo objetivo sería deteriorar las relaciones entre estos países y el Egipto de Nasser. No obstante, la operación fue descubierta, y las relaciones entre las naciones implicadas se deterioraron. El escándalo, conocido como el Asunto Lavon, obligó al Ministro de Defensa israelí Pinhas Lavon a renunciar, siendo reemplazado por David Ben-Gurión, aunque Lavon siempre proclamó su desconocimiento de la operación.
En 1956 el conflicto entre Egipto e Israel se agudizó, siendo frecuentes las incursiones de guerrillas egipcias en territorio de Israel, a las cuales este país respondía su vez penetrando en territorio egipcio. El 26 de julio de 1956, Nasser nacionalizó el Canal de Suez, y poco después Egipto bloqueó el Golfo de Aqaba y cerró el canal a los buques que traían provisiones para Israel. El bloqueo parcial de Israel, y la nacionalización del canal, molestaron a los gobiernos del Reino Unido y Francia, hasta entonces los países que controlaban dicho canal. En respuesta a esta acción estos dos países llegaron a un acuerdo secreto con Israel para recuperar el canal por acción militar. Según este acuerdo, que no fue oficialmente reconocido sino años después, Israel invadió la Franja de Gaza y la península del Sinaí en octubre de 1956. Las fuerzas israelíes llegaron a ocupar el canal y los franceses y británicos llegaron inmediatamente bajo el pretexto de restablecer el orden. Las fuerzas egipcias poco pudieron hacer para evitar la captura del Sinaí por Israel, y la toma de Puerto Saíd por paracaidistas europeos.
En 1957, las dos superpotencias de la Guerra Fría, la Unión Soviética y los Estados Unidos manifestaron su rechazo a la invasión parcial de Egipto, por lo que las tropas que ocuparon el canal se vieron obligadas a abandonarlo bajo la presión económica del coloso americano, quien había llevado al Consejo de Seguridad una resolución que pedía la retirada israelí. Las Naciones Unidas intervinieron con presencia militar a fin de mantener la paz en el canal.
No obstante, a pesar de que Nasser logró conservar el canal y redujo la influencia británica en su país, solamente la inesperada intervención estadounidense lo salvó de una derrota militar y política total. Por otro lado, en Israel, la opinión popular fue mixta, ya que quedó demostrado que en caso de futuros roces con Egipto, su país podría obtener la victoria con relativa facilidad. En efecto, no pasaría poco tiempo para que los ejércitos de Egipto e Israel volviesen a entrar en combate.

## La guerra de los Seis Días
En junio de 1967 Nasser pidió la retirada de las fuerzas de las Naciones Unidas mientras acumulaban tropas en las fronteras. El 5 de junio de ese año, la fuerza aérea israelí lanzó un ataque contra las fuerzas de Egipto, la cual quedó prácticamente aniquilada. En ese mismo día también neutralizó las fuerzas aéreas de Siria y Jordania. En violentos ataques, el ejército israelí derrotó a Egipto, Jordania y Siria en una guerra que duró solo seis días. El 11 de junio se acordó un cese al fuego bajo los auspicios de las Naciones Unidas.
Tras esta guerra, Israel ganó el control de la península del Sinaí, la franja de Gaza y los Altos del Golán, así como la región occidental del Río Jordán, incluyendo el este de Jerusalén. El 22 de noviembre de 1967, el Consejo de Seguridad de las Naciones Unidas adoptó una resolución denominada fórmula de "territorio a cambio de paz" la cual promovía el establecimiento de una paz duradera entre las naciones en conflicto. Bajo este plan Israel se retiraría de las zonas ocupadas en 1967 a cambio del compromiso por parte de los países árabes de finalizar el estado de guerra contra Israel. La propuesta no fue aceptada por las partes en conflicto.
Durante enero de 1969 y junio de 1970 se llevó a cabo una guerra de desgaste en la cual la aviación israelí atacaba el territorio egipcio en respuesta al continuo bombardeo de las posiciones israelíes cercanas al canal de Suez. En 1970, los Estados Unidos trataron de negociar un acuerdo para la apertura del canal de Suez, lo cual no se llegó a lograr.

## La guerra de Yom Kipur
Esta guerra se inició el 6 de octubre de 1973 (el día de Expiación de los judíos) cuando los ejércitos de Siria y Egipto lanzaron una ofensiva contra Israel, derrotando al ejército de este país tomado por sorpresa en este ataque. Después de tres semanas de combate las fuerzas israelíes lograron recuperar el terreno perdido y una fuerza de las Naciones Unidas se encargó de mantener la paz.
Como resultado de este ataque sorpresivo, el gobierno israelí inició negociaciones para asegurar sus fronteras. El 18 de enero de 1974, se firmó un acuerdo con Egipto y el 31 de mayo del mismo año con el gobierno de Siria. Sin embargo la presión sobre Israel no disminuyó ya que los países árabes productores de petróleo impusieron un embargo sobre cualquier país que tuviera relaciones comerciales con Israel. El gobierno de Japón, entre otros, manifestó reconsiderar sus relaciones con Israel a menos que este país no se retirara de los territorios ocupados en la guerra de los seis días.

## El proceso de paz con Egipto
En noviembre de 1977, el presidente egipcio, Anwar el-Sadat, rompió con 30 años de hostilidades visitando Jerusalén tras la invitación que le hiciera el primer ministro israelí Menájem Beguín. Durante la visita de dos días, que incluyó un discurso ante el congreso de Israel, la Knéset, el líder egipcio creó un nuevo clima psicológico en el Medio Oriente, cuando la paz entre Egipto e Israel se vislumbró como una posibilidad real. Sadat reconoció el derecho a existir del Estado de Israel, estableciendo las bases para negociaciones directas entre ambos países.
En septiembre de 1978, el presidente de Estados Unidos, Jimmy Carter se reunió con el primer ministro israelí, Beguín, y acordaron un plan de paz entre Egipto e Israel, que podría ser extensivo a otros países en el Medio Oriente, estableciendo principios de negociación entre Israel y estos países. También se delineó el plan de un régimen temporal de gobierno para la zona de Gaza y Cisjordania con miras a otorgar la autonomía total para los palestinos residentes en estos territorios. El tratado se firmó el 26 de marzo de 1979, participando Sadat, Begin y Carter. Bajo este tratado, Israel devolvió el Sinaí a Egipto en abril de 1982, al igual que la zona ocupada en el Golfo de Aqaba.
La Liga Árabe reaccionó negativamente a este tratado, expulsando a Egipto de su organización y trasladando la sede la Liga de El Cairo a Túnez. Sadat fue posteriormente asesinado por miembros del ejército egipcio opuestos a la paz con Israel.

## Líbano
En los años que siguieron a la guerra de independencia de Israel en 1948, la frontera con el Líbano era una zona relativamente tranquila comparada con las fronteras del resto de los países vecinos de Israel. Tras la expulsión de los activistas palestinos de Jordania en 1970 (durante el llamado Septiembre Negro), esta situación cambió radicalmente. Estos grupos que se ubicaron en el Sur del Líbano iniciaron su lucha contra Israel. En marzo de 1978, después de diversos enfrentamientos entre tropas israelíes y la guerrillas palestinas en el Líbano, las fuerzas israelíes invadieron el sur de este país en lo que se denominó Operación Litani. El Consejo de Seguridad de las Naciones Unidas aprobó una resolución en la que exigía la retirada de las tropas de Israel y la creación de un cuerpo de fuerzas interinas de las Naciones Unidas. Israel acató dicha resolución y retiró sus tropas.
Sin embargo, las hostilidades entre los palestinos en el Líbano e Israel no cesaron. El Frente de Liberación Palestina (FLP) lanzó ataques contra el norte de Israel, al mismo tiempo que se enfrentaba a tropas cristianas libanesas en dicho país.
En junio de 1982, Israel volvió a invadir el sur del Líbano con el fin de aniquilar a las fuerzas del FLP, con fin de defenderse de los libaneses ya que como su nombre lo indica el ejército israelí sirve solamente para la defensa del estado. Si bien al principio algunos libaneses vieron favorablemente la entrada de las tropas israelíes, a los pocos meses el repudio contra dicha ocupación estaba generalizado. Israel se enfrentó a una situación en la cual se produjeron fuertes bajas en sus tropas y la falta de un objetivo claro en la ocupación del Líbano ocasionó una crisis de confianza en el pueblo de Israel.
En agosto de 1982, el FLP retiró sus tropas del Líbano. Con la mediación de los Estados Unidos, Israel y el Líbano llegaron a un acuerdo en mayo de 1983 mediante el cual Israel retiraría también sus tropas. Sin embargo, el instrumento de ratificación del tratado nunca fue firmado y bajo la presión de Siria, Líbano renunció a dicho tratado. Por su parte Israel retiró la mayoría de su ejército del Líbano, dejando a la custodia de lo que se denominó la "zona de seguridad" a un pequeño contingente de fuerzas israelíes y de la milicia cristiana libanesa, la cual respaldaba Israel. En el 2000, Israel finalmente retiró todo su ejército del Líbano, siendo primer ministro Ehud Barak y siguiendo el mandato del Consejo de Seguridad de las Naciones Unidas.

## Protestas por condiciones de vida
Desde el 14 de julio de 2011 ha ocurrido una serie de protestas por mejoras a las condiciones de vivienda y reforma socioeconómica en Israel. Lo que comenzó como una simple protesta de una joven de 25 años llamada Dafne Leef por el alto costo de su apartamento, montó una caseta de campaña en Tel Aviv y organizó un grupo por Facebook de protesta, que fue acrecentándose. 
Varias organizaciones estudiantiles y grupos sociales le fueron añadiendo hasta que ha logrado agrupar a miles de personas en protesta por los altos costos de vida en el país, logrando hacer paralizaciones tanto en Tel Aviv como en Jerusalén. Las protestas del 7 de agosto alcanzaron las 400 mil personas. 
El gobierno ha buscado varias alternativas para mitigar la situación, mientras que los manifestantes demandan por legislaciones para igualar la oportunidad al acceso de vivienda, trabajo, asistencia social, entre otros. Algunos dan de alternativa los asentamientos que pertenecían a terrenos palestinos, pero muchos manifestantes entienden que no es una alternativa, ya que la seguridad está en riesgo y otros no creen en quitarle tierras a otros seres humanos. 
Varios funcionarios, artistas, entre otros han apoyado las manifestaciones, las más pacíficas en el mundo al menos en los últimos 8 meses.
Un comité de 22 personas compuesto por economístas, académicos y funcionarios del gobierno le fue propuesto el 9 de agosto al primer ministro para mitigar la situación. 
Publicado en The Jerusalem Post.